# Prosenik Gubaševski
Prosenik Gubaševski is een plaats in de gemeente Zabok in de Kroatische provincie Krapina-Zagorje. De plaats telt 175 inwoners (2001).